# Wikłacz żółtonogi
Wikłacz żółtonogi (Malimbus flavipes) – mało znany gatunek niewielkiego ptaka z rodziny wikłaczowatych (Ploceidae). Występuje endemicznie w Lesie Równikowym Ituri, w północno-wschodniej Demokratycznej Republice Konga.
SystematykaGatunek ten jest przez część autorów zaliczany do rodzaju Ploceus; dawniej czasami umieszczano go w monotypowym rodzaju Rhinoploceus. Nie wyróżnia się podgatunków.
Ważność tego taksonu bywała kwestionowana, niektórzy autorzy sugerowali, że jest to hybryda czarno ubarwionych gatunków wikłaczy, takich jak wikłacz posępny (M. albinucha) czy wikłacz czarny (M. nigerrimus). Wymaga dalszych badań.
MorfologiaOsiąga 12 cm i jest czarny, z wyjątkiem czarniawobrązowego brzucha i pokryw podogonowych oraz matowożółtych nóg. Tęczówki białawe.
Ekologia i zachowanieWystępuje w nizinnych lasach deszczowych. Przebywa w koronach wysokich i średniej wysokości drzew. Żywi się przede wszystkim gąsienicami. Sezon lęgowy zaczyna się prawdopodobnie około września.
StatusJest to gatunek rzadki i bardzo słabo poznany. Szacuje się, że całkowita liczebność populacji zawiera się w przedziale 2,5–10 tysięcy dorosłych osobników. Uznawany przez IUCN za narażony na wyginięcie (VU – Vulnerable) nieprzerwanie od 1994 roku. Największym zagrożeniem dla gatunku jest niszczenie jego siedlisk – wycinka lasów, głównie na potrzeby rolnictwa.